# Aeroportul Atuona
Aeroportul Atuona (IATA: AUQ, ICAO: NTMN) este un aeroport din Hiva-Oa⁠(d), Polinezia Franceză, Franța ce deservește zona Atuona. Aeroportul a fost tranzitat în 2022 de 38.726 de pasageri. A fost deschis în 29 decembrie 1971 și numit după Jacques Brel.
Situat la o altitudine de 451 m, aeroportul dispune de o singură pistă.